# Oxytropis fetida
Oxytropis fetida är en ärtväxtart som först beskrevs av Dominique Villars, och fick sitt nu gällande namn av Dc. Oxytropis fetida ingår i släktet klovedlar, och familjen ärtväxter. Inga underarter finns listade i Catalogue of Life.